# Antennatus flagellatus
Antennatus flagellatus är en fiskart som beskrevs av Ohnishi, Iwata och Hiramatsu, 1997. Antennatus flagellatus ingår i släktet Antennatus och familjen Antennariidae. Inga underarter finns listade i Catalogue of Life.